# Tiranet bru ventreblanc
El tiranet bru ventreblanc (Phaeomyias tumbezana) és un ocell de la família dels tirànids (Tyrannidae).

## Hàbitat i distribució
Habita zones de matolls àrids i espinós de l'oest dels Andes al sud-oest de l'Equador i oest del Perú.